# Muuruvesi (sjö i Finland)
Muuruvesi eller Muurusvesi är en sjö i Vuoksens vattensystem i Juankoski (i Kuopio) i Norra Savolax i Finland. Sjön skiljs åt från sjön Juurusvesi av en rad öar i väst. I söder skiljs sjön åt från sjön Melavesi av en rad öar. I öster sammanbinds sjön med sjön Akonvesi genom två sund, Muuruvirta resp. Putaanvirta. Muuruvesi utgör en del av storsjön Iso-Kalla.
Vid sjöns norra strand ligger orten Muuruvesi.